# Донилон, Томас
Томас Е. «Том» Донилон (англ. Thomas E. “Tom” Donilon, род. 14 мая 1955, Провиденс, Род-Айленд, США) — американский юрист.

## Биография
Окончил Католический университет Америки (Вашингтон) со степенью бакалавра искусств (1977). Степень доктора права получил в школе права университета Виргинии (1985).
В 1993—1996 годах помощник госсекретаря США Уоррена Кристофера по общественным вопросам.
В 1999—2005 годах исполнительный вице-президентом «Fannie Mae» по праву и политике, зарегистрированный лоббист.
В 2009—2010 годах заместитель советника президента США, с октября 2010 года советник президента США по национальной безопасности. На этом посту его указывали в числе немногих высокопоставленных американских чиновников, поддерживавших развитие американо-российских отношений.
5 июня 2013 года подал в отставку, оставил свой пост в июле, его сменила Сьюзан Райс.
По некоторым утверждениям, в команду Обамы он попал благодаря вице-президенту США Джо Байдену.
Встречавшийся с ним как с советником Обамы постоянный представитель России при НАТО Дмитрий Рогозин отзывался о нём: «Умный, внимательный и тонкий человек, на которого можно будет рассчитывать с точки зрения подготовки важных решений».
Его брат Майкл работал советником вице-президента США Джо Байдена.